# Umčari
Umčari (en serbe cyrillique : Умчари) est une localité de Serbie située dans la municipalité de Grocka et sur le territoire de la ville de Belgrade. Au recensement de 2011, elle comptait 2 699 habitants. 

## Géographie

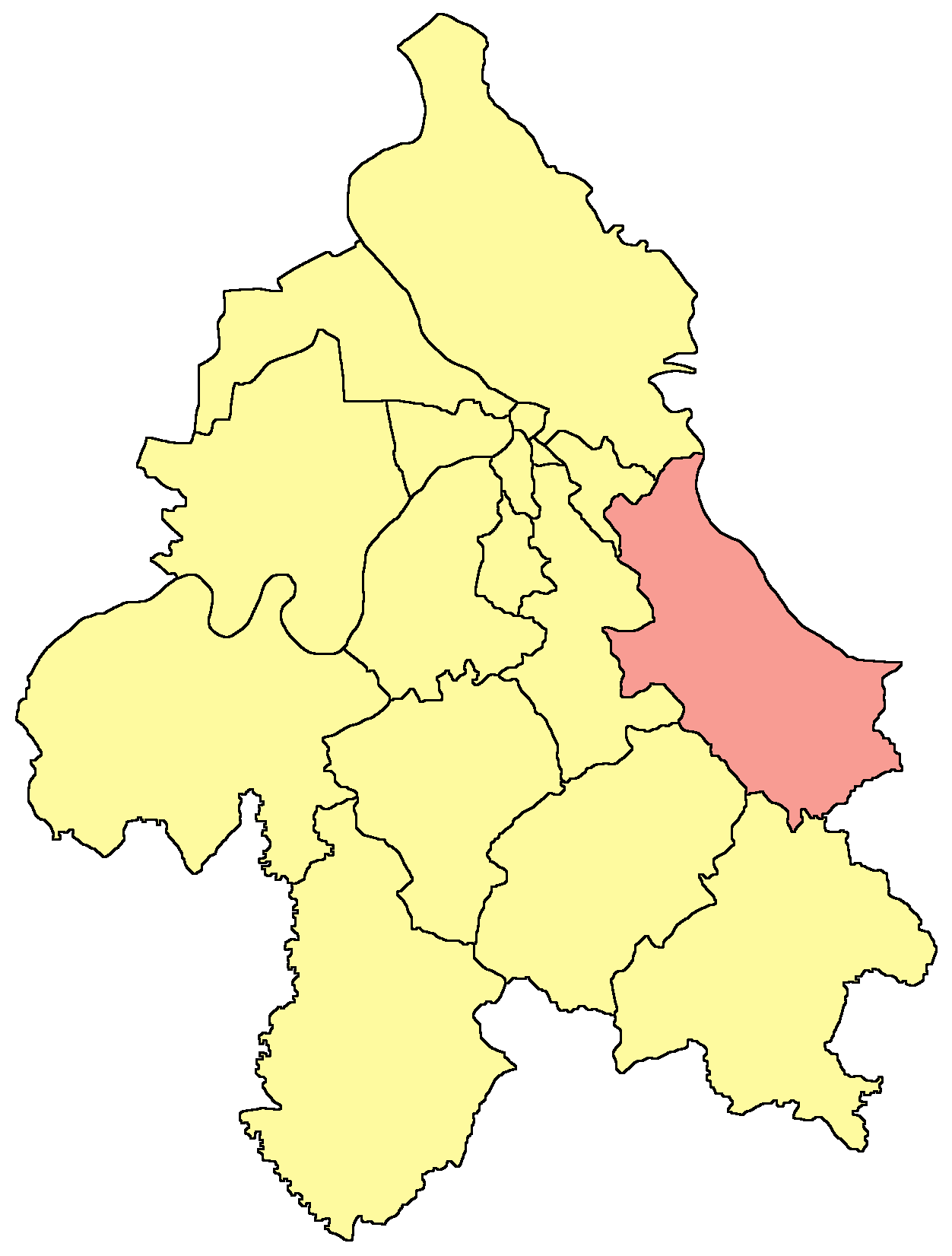
Localisation de la municipalité de Grocka dans la Ville de Belgrade

Umčari, officiellement classé parmi les villages de Serbie, est situé au nord da la Šumadija sur les rives de la Ralja. La localité est se trouve à 40 kilomètres au sud-est de Belgrade et à 11 kilomètres au sud de Grocka, sur la ligne ferroviaire Belgrade-Požarevac et l'autoroute Belgrade-Niš (route européenne E75). 

## Histoire
La première mention écrite d'Umčari remonte à la première décennie du XVIIIe siècle ; la localité figure sur des cartes autrichiennes datant de 1718 à 1739 ; elle est désignée sous le nom d'Umschari. En 1732, Umčari faisait partie de la paroisse du monastère de Rajinovac et comptait 22 foyers. Après la création de la principauté de Serbie autonome vis-à-vis de l'Empire ottoman, en 1818, elle comptait 66 foyers et, en 1846, 96. Au recensement de 1921, la localité comptait 413 foyers et 2 424 habitants.

## Démographie

### Évolution historique de la population
| 1948  | 1953  | 1961  | 1971  | 1981  | 1991  | 2002  | 2011  |
| ----- | ----- | ----- | ----- | ----- | ----- | ----- | ----- |
| 3 025 | 3 195 | 3 565 | 3 396 | 3 398 | 3 487 | 2 880 | 2 699 |

|  |

### Données de 2002
Pyramide des âges (2002)
En 2002, l'âge moyen de la population était de 39,3 ans pour les hommes et 42,6 ans pour les femmes.
Répartition de la population par nationalités (2002)
En 2002, les Serbes représentaient 94,16 % de la population et les Roms 3,64 %.

### Données de 2011
En 2011, l'âge moyen de la population était de 42,3 ans, 40,8 ans pour les hommes et 43,8 ans pour les femmes.

## Économie
L'économie du village est fondée sur l'agriculture. 